# Parc national de Sidi Toui
Le parc national de Sidi Toui (arabe : الحديقة الوطنية بسيدي الطوي) est un parc national du sud de la Tunisie ouvert en 1991, à une cinquantaine de kilomètres au sud de Ben Gardane et une vingtaine de kilomètres au nord-ouest de la frontière tuniso-libyenne.
Il s'étend sur 6 315 hectares entièrement clôturés en bordure du Sahara ; un djebel culminant à 172 mètres, des steppes et des dunes de sable constituent son paysage caractéristique.

## Flore
La végétation y est composée de diverses espèces dont des armoises blanches. L'acacia raddiana et diverses variétés d'arbustes et d'herbacées indigènes ont été réintroduits, après y avoir disparu à cause du surpâturage entre autres facteurs.

## Faune
La faune est caractéristique des régions arides avec des espèces qui survivent dans des conditions extrêmes. Différentes espèces sahariennes y sont ainsi protégées dont des mammifères, tels l'oryx, le chacal doré, le renard famélique, le chat ganté et le fennec, mais aussi différents types de reptiles comme le fouette-queue, le caméléon commun et les couleuvres. Quelques oiseaux migrateurs y font escale en provenance des îles Kneiss. D'autres, sédentaires, y séjournent toute l'année. On peut citer l'outarde houbara, la perdrix gambra, le ganga, l'alouette des champs, le Grand Corbeau et le courvite isabelle.
Sidi Toui était par le passé un lieu fréquenté par l'autruche d'Afrique et le bubale roux. Ce dernier a continué à exister entre Dehiba et Hamada al-Hamra en Libye jusqu'en 1912. De nos jours, les deux taxons sont considérés comme éteints en Tunisie. Toutefois, l'autruche à cou rouge fait l'objet d'un projet de réintroduction dans les parcs nationaux de Dghoumès et Bouhedma à partir d'individus ramenés du Maroc. Quant au bubale, la sous-espèce nord-africaine (Alcelaphus buselaphus buselaphus) a complètement disparu de la surface de la Terre dès le début du XXe siècle à la suite d'une chasse intensive ; des propositions de réintroduction de la sous-espèce la plus proche, celle de l'Afrique de l'Ouest (Alcelaphus buselaphus major) ont été émises, mais aucune action concrète n'a été prise jusqu'à nos jours.

## Patrimoine culturel
Des vestiges de diverses époques, du Néolithique jusqu'à l'époque médiévale, se trouvent dans l'enceinte du parc. De nos jours, quatorze mzar, dont le plus célèbre est celui de Sidi Bou Kthir, attirent de nombreux visiteurs. En outre, le parc dispose d'un écomusée.